# Свети Јован Претеча (Грчка)
Свети Јован Претеча (грч. Άγιος Ιωάννης Πρόδρομος, Ајос Јоанис Продромос) је насељено место у општини Аристотел у периферији Средишња Македонија, Грчка. Према попису из 2021. године било је 25 становника.
Насеље је подигнуто тридесетих година 20. века и први пут се помиње на попису из 1940. године са 123 становника. Населиле су га грчке избеглице.